# Chaplin (famiglia)
La famiglia Chaplin è una dinastia di artisti di spettacolo.

## Albero genealogico
- Charles Chaplin Senior (1863–1901), sposò Hannah Harriet Pedlingham Hill (1865–1928) da cui ebbe tre figli:
  - Sydney John Chaplin (1885–1965), adottato, nato Sydney John Hill in quanto figlio di Sydney Hawkes; si sposò due volte ma non ebbe figli.
  - Sir Charlie Chaplin - (Londra, 16 aprile 1889; Corsier-sur-Vevey, Svizzera, 25 dicembre 1977) - era figlio degli artisti Hannah Chaplin, conosciuta come Lily Harley, e Charles Chaplin Senior. Ebbe due fratellastri, uno maggiore di quattro anni, Sydney, nato da una precedente relazione della madre, e uno minore di tre, Wheeler Dryden, figlio della madre Hannah e del cantante Leo Dryden. Charlie Chaplin ebbe undici figli in tutto: il primo nacque dal matrimonio con Mildred Harris, durato dal 1918 al 1920, ma il bambino, Norman Spencer, nato con gravi malformazioni, sopravvisse solo tre giorni. Ne ebbe due dalla seconda moglie Lita Grey, con cui fu sposato dal 1924 al 1927 e altri otto dalla quarta e ultima moglie Oona O'Neill, sposata nel 1942 e con cui rimase fino alla morte[2].
    - Charles Chaplin Jr. (Beverly Hills, California, 5 maggio 1925 - 20 marzo 1968), fu un attore e agente. Morì all'età di 42 anni per un'embolia polmonare.
    - Sydney Earle Chaplin (Los Angeles, California, 31 marzo 1926 - Rancho Mirage, California, 3 marzo 2009), attore.
    - Geraldine Chaplin (Santa Monica, California, 31 luglio 1944) attrice, compagna del regista spagnolo Carlos Saura dal quale ha avuto un figlio, Shane Saura. Con il marito, il direttore della fotografia cileno Patricio Castilla invece, ha avuto una figlia, Oona Chaplin (nata a Madrid il 4 giugno 1986), anche lei attrice.
    - Michael John Chaplin (Santa Monica, California, 7 marzo 1946), attore. Ha due figli e tre figlie, tra cui le attrici Carmen Chaplin (New York, 4 febbraio 1972) e Dolores Chaplin (New York, 28 ottobre 1976).
    - Josephine Chaplin (Santa Monica, California, 28 marzo 1949 - Parigi, Francia, 13 luglio 2023), sposata con l'attore Maurice Ronet (Nizza, 13 aprile 1927 - Parigi, 14 marzo 1983), dal quale ha avuto un figlio, Julien Ronet (nato nel 1980). Ha inoltre avuto altri due figli in altri rapporti.
    - Victoria Chaplin (Santa Monica, California, 19 maggio 1951), attrice, sposata con Jean-Baptiste Thiérrée, attore e scrittore francese con il quale ha fondato Le cirque bonjour, quindi Le cirque imaginaire, più tardi Le cirque invisibile (Il circo invisibile). La coppia ha avuto due figli: Aurélia Thierrée (nata il 24 settembre 1971 a Losanna), attrice, e James Spencer Henry Edmond Marcel Thierrée (nato il 2 maggio 1974 a Losanna), attore.
    - Eugene Antony Chaplin (Corsier-sur-Vevey, Svizzera, 23 agosto 1953), produttore di spettacoli di circo. Ha avuto molti figli, tra cui Kiera Sunshine Chaplin (nata a Belfast, il 1º luglio 1982), modella e attrice.
    - Jane Cecil Chaplin (Corsier-sur-Vevey, Svizzera, 23 maggio 1957) attrice, è stata sposata con il produttore cinematografico e televisivo messicano Ilya Salkind, dal quale ha avuto due figli.
    - Annette-Emilie Chaplin (Corsier-sur-Vevey, Svizzera, 3 dicembre 1959), attrice.
    - James Christopher Chaplin (Corsier-sur-Vevey, Svizzera, 6 luglio 1962), attore.

  - George Wheeler Dryden (1892–1957), adottato, figlio di Leo Dryden; sposò la ballerina Alice Chapple; 1 figlio.